# Calchaenesthes sexmaculata
Calchaenesthes sexmaculata är en skalbaggsart som först beskrevs av Reiche 1861.  Calchaenesthes sexmaculata ingår i släktet Calchaenesthes och familjen långhorningar. Inga underarter finns listade.